# Nebesni pol
Nebesni pol je točka na nebesni krogli, kjer podaljšek Zemljine vrtilne osi seka navidezno nebesno kroglo. Podaljšek vrtilne osi seka nebesno kroglo v dveh točkah, ki ju imenujemo severni nebesni pol in južni nebesni pol. Podaljšek Zemljine vrtilne osi od geografskega severnega pola proti nebesni krogli seka nebesno kroglo v severnem nebesnem polu. Podobno je določen južni nebesni pol.
Nebesna pola sta tudi pola v ekvatorskem koordinatnem sistemu. Severni nebesni pol ima deklinacijo +90°, južni pa -90°. 

## Gibanje nebesnih polov
Nebesna pola nista vedno na istem mestu. V daljšem časovnem obdobju zaradi precesije Zemljine vrtilne osi naredita v 25.700 letih krog in se vrneta na isto mesto glede na zvezde. Razen tega se nebesna pola gibljeta tudi zaradi nutacije in gibanja polov zemlje (zaradi premikov Zemljinega površja, prerazporejanja vodne mase, itd.)

## Severni nebesni pol
Trenutno je severni nebesni pol v bližini zvezde Severnice. Ta zvezda je na severni polobli je vedno nad obzorjem, zaradi tega je zelo primerna za navigacijo. Njena altituda je enaka geografski širini opazovalca.
Severnica je v bližini severnega nebesnega pola samo kratek čas v svojem precesijskem ciklu. Samo okoli 1000 let je v bližini severnega pola. V tem času se bo severni nebesni pol pomaknil v bližino zvezde γ Cep (γ Cephei, zvezda z imenom Alrai). Čez 5.500 let se bo pomaknil v bližino zvezde α Cep (α Cephei, zvezda z imenom Alderamin), čez 12.000 let bo zvezda Vega (α Lyr ali α Lyrae) označevala severni nebesni pol.